# Pedro Barreto
Pedro Ricardo Barreto Jimeno SJ (ur. 12 lutego 1944 w Limie) – peruwiański duchowny rzymskokatolicki, jezuita, wikariusz apostolski Jaén en Peru o San Francisco Javier w latach 2002–2004, arcybiskup metropolita Huancayo w latach 2004–2024, kardynał prezbiter od 2018.

## Życiorys

### Młodość i prezbiterat
W 1961 wstąpił do nowicjatu księży jezuitów. W latach 1967–1972 studiował na jezuickim wydziale
filozoficznym w Alcalá de Henares, a następnie studiował teologię na wydziale teologicznym w Limie.
Święcenia kapłańskie otrzymał 18 grudnia 1971, zaś śluby wieczyste złożył 3 października 1976. W latach 1976–1982 był przełożonym jezuickiej wspólnoty w Tacna oraz ojcem duchownym miejscowego zakonnego kolegium. W 1982 został mistrzem junioratu i prowincjalnym duszpasterzem ds. powołań. W latach 1992–1995 był przełożonym wspólnoty w Ayacucho, zaś w 1996 powrócił do Tacny i kierował tamtejszym konwentem zakonnym.

### Episkopat
21 listopada 2001 został mianowany wikariuszem apostolskim Jaén en Peru o San Francisco Javier i biskupem tytularnym Acufidy. Sakry biskupiej udzielił mu 1 stycznia 2002 jego poprzednik, bp José María Izuzquiza Herranz, zaś 6 stycznia tegoż roku objął rządy w wikariacie.
17 lipca 2004 został prekonizowany arcybiskupem metropolitą Huancayo. Ingres odbył się 5 września tegoż roku. W latach 2012-2024 był pierwszym wiceprzewodniczącym Konferencji Episkopatu Peru. 
20 maja 2018 podczas modlitwy Regina Coeli papież Franciszek ogłosił, że mianował go kardynałem. Jego kreacja kardynalska odbyła się na konsystorzu 28 czerwca 2018. 12 lutego 2024 ukończył 80 lat, tracąc prawo do udziału w konklawe. Tego samego dnia papież Franciszek przyjął jego rezygnację z urzędu arcybiskupa metropolity Huancayo złożoną ze względu na wiek. 